# Ciudad metropolitana de Roma Capital
La ciudad metropolitana de Roma Capital (del italiano: Città metropolitana di Roma Capitale) es un ente local italiano de la región del Lacio, en el centro del país. Su capital es la ciudad de Roma, que además es la capital de la república. El 1 de enero de 2015 reemplazó a la provincia de Roma.
Tiene un área de 5352 km², y una población total de 4 357 041 habitantes (2017). Es el área metropolitana más poblada de Italia.

## Municipios
Hay 121 municipios en la ciudad metropolitana:
| - Affile - Agosta - Albano Laziale - Allumiere - Anguillara Sabazia - Anticoli Corrado - Anzio - Arcinazzo Romano - Ardea - Ariccia - Arsoli - Artena - Bellegra - Bracciano - Camerata Nuova - Campagnano di Roma - Canale Monterano - Canterano - Capena - Capranica Prenestina - Carpineto Romano - Casape - Castel Gandolfo - Castel Madama - Castel San Pietro Romano - Castelnuovo di Porto - Cave - Cerreto Laziale - Cervara di Roma - Cerveteri - Ciampino - Ciciliano - Cineto Romano - Civitavecchia - Civitella San Paolo - Colleferro - Colonna - Fiano Romano - Filacciano - Fiumicino | - Fonte Nuova - Formello - Frascati - Gallicano nel Lazio - Gavignano - Genazzano - Genzano di Roma - Gerano - Gorga - Grottaferrata - Guidonia Montecelio - Jenne - Labico - Ladispoli - Lanuvio - Lariano - Licenza - Magliano Romano - Mandela - Manziana - Marano Equo - Marcellina - Marino - Mazzano Romano - Mentana - Monte Compatri - Monte Porzio Catone - Monteflavio - Montelanico - Montelibretti - Monterotondo - Montorio Romano - Moricone - Morlupo - Nazzano - Nemi - Nerola - Nettuno - Olevano Romano - Palestrina - Palombara Sabina | - Percile - Pisoniano - Poli - Pomezia - Ponzano Romano - Riano - Rignano Flaminio - Riofreddo - Rocca Canterano - Rocca Priora - Rocca Santo Stefano - Rocca di Cave - Rocca di Papa - Roccagiovine - Roiate - Roma - Roviano - Sacrofano - Sambuci - San Cesareo - San Gregorio da Sassola - San Polo dei Cavalieri - San Vito Romano - Sant'Angelo Romano - Sant'Oreste - Santa Marinella - Saracinesco - Segni - Subiaco - Tivoli - Tolfa - Torrita Tiberina - Trevignano Romano - Vallepietra - Vallinfreda - Valmontone - Velletri - Vicovaro - Vivaro Romano - Zagarolo |